# Френк Заппа
Фре́нсіс «Фре́нк» Вінсе́нт За́ппа (англ. Francis "Franc" Vincent Zappa) (*21 грудня 1940 — †4 грудня 1993) — американський музикант, композитор, продюсер та режисер. Його творчість характеризується нонконформізмом, вільною імпровізацією, звуковими експериментами, музичною віртуозністю та сатирою на американську культуру. За більш ніж 30-річну кар'єру творчість Заппи охоплювала рок, поп, джаз, джаз-ф'южн, оркестрову та конкретну музику; він також продюсував майже всі з понад 60 альбомів, які випустив зі своєю групою «Mothers of Invention» та як сольний виконавець. Заппа також знімав повнометражні художні фільми, музичні кліпи та створював обкладинки альбомів. Він вважається одним з найбільш новаторських і стилістично різноманітних музикантів свого покоління.
Як композитор-самоучка і виконавець, Заппа зазнав різноманітних музичних впливів, які привели його до створення музики, яку іноді важко класифікувати. У підлітковому віці він захопився класичним модернізмом 20-го століття, афро-американським ритм-енд-блюзом і музикою ду-воп. Він почав писати класичну музику в старших класах школи, одночасно граючи на барабанах у ритм-енд-блюзових групах, пізніше перейшовши на електрогітару. Його дебютний студійний альбом з групою Mothers of Invention, Freak Out! (1966) поєднував пісні у традиційному рок-н-рольному форматі з колективними імпровізаціями та студійними звуковими колажами. Він продовжував цей еклектичний та експериментальний підхід незалежно від того, чи був основним форматом рок, джаз або класика.
Творчість Заппи об'єднує концептуальна спадкоємність, яку він назвав «Проект/Об'єкт», з численними музичними фразами, ідеями та персонажами, що з'являються в його альбомах. Його тексти, часто гумористичні, відображали іконоборчі погляди на усталені соціальні та політичні процеси, структури та рухи; Заппу називають «хрещеним батьком» комедійного року. Він був різким критиком потокової освіти та організованої релігії, а також відвертим і пристрасним прихильником свободи слова, самоосвіти, політичної участі та скасування цензури. На відміну від багатьох інших рок-музикантів свого покоління, він не схвалював рекреаційне вживання наркотиків, але підтримував декриміналізацію та регулювання.
Заппа був дуже продуктивним і плідним артистом із суперечливою критичною позицією; прихильники його музики захоплювалися її композиційною складністю, тоді як недоброзичливці вважали, що їй бракує емоційної глибини. Він мав більший комерційний успіх за межами США, особливо в Європі. Хоча він працював як незалежний артист, Заппа здебільшого покладався на дистриб'юторські угоди, які він укладав з великими лейблами звукозапису. Він і досі має великий вплив на музикантів і композиторів. Серед його численних нагород — посмертне включення до Зали слави рок-н-ролу в 1995 році та нагорода Греммі за життєві досягнення в 1997 році.

## Життєпис
Народився 21 грудня 1940 в місті Балтімор штат Меріленд, США. Його батько був хіміком та математиком і працював на оборонну індустрію, тому сім'я часто переїжджала.
1950 року родина переїхала до Каліфорнії. Вже тоді він був зачарований музикою і не в останню чергу завдяки батьку, який часто грав на гітарі. Однак перший інструмент, на якому сконцентрував увагу Френк, були ударні.
У тринадцять років Заппа приєднався до шкільного гурту The Ramblers, де підтримував ритм-секцію. У цей період він також захоплюється творами Едґара Вареза, а альбом «Ionisation» цього композитора пробудив у молодому музиканті зацікавленість ритмічними експериментами, якими захоплювався все життя. Коли ж черговим захопленням Заппи стає електрогітара, він починає збирати колекцію ритм-енд-блюзових платівок, на яких можна було почути гітарні соло. Улюбленими виконавцями Френка з цієї категорії виконавців були Хаулін Вулф, Х'юберт Самлін, Мадді Уотерс, Джонні «Гітар» Уотсон та Кларенс «Гейтмаут» Браун. Цю зацікавленість підтримав його шкільний товариш Дон Ван Вліт, який пізніше буде відомий як Captain Beefheart.
У 1954—1958 роках Френк навчався в «Antelope Valley High School» міста Ланкастер, де утворив свій перший гурт під назвою Blackouts і грав у ньому вже на гітарі, а не на ударних. Однак цей гурт проіснував недовго і 1960 року, після одруження Заппи, розпався. Першим справжнім шансом для Френка стає замовлення музики для фільму «The World's Greatest Sinner». У запису цієї музики взяли участь симфонічний оркестр з Помона Валлі, камерний оркестр та рок-н-рольний гурт. 1962 року Френк пише музику для чергового замовлення — малобюджетного вестерну «Run Home Slow», а за зароблені гроші будує у Чикаго власну студію під назвою «Z», у якій записує музику до радіо і телепередач, а також музику деяких виконавців (наприклад, Дона Ван Вліта).
Від самого початку своєї діяльності Заппа ніколи не сторонився шокуючих видовищ. Наприклад, 1962 року він запропонував американській публіці у телевізійній програмі Стіва Аллена «Cyklophonia» концерт… велосипедистів, у якому Заппа «грав» на спицях, дув у руль, крутив педалі та випускав повітря з шин.
Однак надалі головною діяльністю Френка була робота у студії «Z», а частина записаного тоді матеріалу з'явилась на легендарному дванадцяти-платівковому бутлезі «20 Years Of Frank Zappa».
1963 року почала формуватись творча база майбутньої The Mothers Of Invention, коли Френк Заппа — гітара; Пол Вудс (Paul Woods) — бас та Лес Пепп (Les Рарр) — ударні утворили формацію The Mothers. Однак Заппа паралельно продовжував займатись і сольними проектами. Разом з Ван Влітом він написав оперету «І Was A Teenage Malt-shop», а 1964 року обидва музиканти утворили спочатку гурт The Soots, а пізніше Captain Glasspack & His Magic Mufflers, які щоправда проіснували недовго. Трохи згодом студія «Z» призупинила свою діяльність, а її власник отримав вирок у десять днів ув'язнення за запис плівки з непристойним жіночим та чоловічим діалогом, яку необачно дав послухати сержанту місцевої поліції.
Під кінець 1964 року Заппа став учасником ритм-енд-блюзового гурту The Soul Giants, до складу якого також входили Рой Естрада (Roy Estrada) — бас; Джим Карл Блек (Jim Carl Black) — ударні; Рей Коллінс (Ray Collins) — вокал та Дейв Коронадо (Dave Coronado) — саксофон. Після зміни назви на вже відому The Mothers і остаточно — на The Mothers Of Invention (додаток «Of Invention» був вигадкою фірми «MGM», з якою було укладено угоду), у складі колективу з'явився другий гітарист — Елліот Інгбер (Elliot Ingber), а Дейв Коронадо залишив колег. Це стало початком серії чергових змін і незабаром у гурті з'явились, наприклад, Денні Брюс (Denny Bruce), Ван Дайк Парке (Van Dyke Parks), Дел Кетчер (Del Ketcher), Доктор Джон (Dr. John), Кім Фаулі (Kim Fowley), Дон Престон (Don Preston), Банк Гарднер (Bunk Gardner), Біллі Манді (Billy Mundi) та Юклід «Моторхед» Шервуд (Euclid «Motorhead» Sherwood).
1965 року The Mothers Of Invention взяли участь у фільмі «Mondo Hollywood», а у першій половині наступного запропонували свою першу фонографічну роботу — альбом «Freak Out». Це дивовижне та відпрацьоване до дрібниць подвійне видання, що гриміло шаленими звуками ударних, з урочистою піснею протесту «Trouble Every Day», відразу ж пробудило гарячу зацікавленість публіки і зробило з музикантів справжніх майстрів контркультури. На відміну від гурту The Fugs, який походив зі східного узбережжя США, The Mothers Of Invention мали змогу похвалитись високим музичним професіоналізмом, що стало досконалим інструментом для повних уявлення ідей Заппи.
Продовженням популярності стали концертні турне та чергові альбоми, серед яких вирізнявся виданий у січні 1968 року «We're Only In It For The Money» з сенсаційною пародією на обкладинку альбому «Sgt. Pepper…» гурту The Beatles, а головне — з гострою сатирою на рух хіппі, що звичайно викликало великий резонанс у США. Перед тим як ця платівка побачила світ, Френк разом з гуртом відвідав Лондон, де під час концерту у «The Royal Albert Hall» їм допомагали музиканти королівського симфонічного оркестру. А відразу після цього концерту The Mothers Of Invention вирушили у перше європейське турне.
У грудні 1967 року формацію залишив Біллі Манді, а його місце зайняв Артур Дайєр Тріпп III (Arthur Dyer Tripp III). 1967 рік також виявився для Заппи важливим в особистому житті, коли він удруге одружився.
У травні 1968 року на ринку з'явилась сольна платівка Френка «Lumpy Gravy» з оркестровою музикою, яку він написав на замовлення фірми «Capitol», і яку виконали Emuukha Electric Symphony Orchestra та кілька музикантів з The Mothers Of Invention. Листопад того ж року приніс лонгплей «Cruising With Ruben & The Jets», що виявився посвятою ері популярності стилю ду-уоп. Френк пародіював на ньому старі групи кінця п'ятдесятих — початку шістдесятих років.
Після розлучення з фірмою «MGM», Заппа перейшов під опіку «Warner Brothers», де у квітні 1969 року дебютував платівкою «Uncle Meat», що була звуковою доріжкою до фільму про гурт The Mothers Of Invention. Щоправда за браком коштів сам фільм так і залишився недоопрацьованим. Трохи раніше, у листопаді 1968 року, склад The Mothers Of Invention поповнив Лоуелл Джордж (Lowell George). Однак восени 1969 року Заппа розпустив The Mothers Of Invention і музиканти зайнялись сольною діяльністю.
Після короткого періоду праці продюсером, Френк розпочав компонування та запис власного сольного альбому. До співпраці він запросив Дона «Шугеркейна» Харріса (Don «Sugarcane» Harris) — скрипка, Шаггі Отіса (Shuggie Otis) — бас, Жана-Люка Понті (Jean-Luc Ponty) — скрипка; Кептейна Біфхарта (Captain Beefheart) — вокал; Джорджа Дюка (George Duke) — клавішні та Єна Андервуда (Jan Underwood) — клавішні, духові. З цим складом Френк записав джаз-роковий лонгплей «Hot Rats», що став одним з найвищих досягнень тієї епохи.
Однак у цей період Заппа запропонував два діаметрально протилежних альбоми: «Weasels Ripped My Flesh» та «Burnt Weeny Sandwich». Крім того, 1970 року музикант почав думати про реалізацію досить сміливого проекту, де у межах одного концерту рок-гурт та симфонічний оркестр виступили з класичним репертуаром. Цьому проекту Заппа дав назву «200 Motels», його прем'єра відбулась наприкінці травня у Лос-Анжелесі за участю «L.A.Philharmonic Orchestra» під керівництвом Зубіна Меті, а також Ейнслі Данбара — ударні та Ховарда Кейлана — вокал.
1970 рік приніс ще одну сольну роботу Френка — альбом «Chunga's Revenge», на якому йому акомпанував новий склад The Mothers Of Invention з Джорджем Дюком на клавішних інструментах. Наступного року The Mothers Of Invention записали два концертні альбоми — «Fillmore East, June 1971» та «Just Another Band From L.A.». Однак кінець 1971 року виявився для Заппи не найкращим у його кар'єрі. 4 грудня під час концерту у Монтро спалахнуло все обладнання гурту (цей епізод задокументовано у відомому творі Deep Purple — «Smoke On The Water»), а незабаром самого Френка зіпхнули зі сцени лондонського «Rainbow Theatre». Внаслідок цього він пошкодив гортань та хребет і на деякий час опинився в інвалідному візку. На втіху для артиста прем'єра кіноверсії «200 Motels» збіглася з Різдвом. У цій стрічці роль Заппи виконав Рінго Старр.
1972 рік приніс фільм «Billy The Mountain», а також черговий джаз-роковий лонгплей «Waka Jawaka/Hot Rats № 2». Однак вже 1973 року платівкою «Overnite Sensation» Заппа повертається до коренів року. До даного альбому ввійшла мабуть найпохабніша балада, яку коли-небудь до цього писали — «Dinah-Moe Humm». У цей період Френк чимало концертував, а супроводжували його, наприклад, Дейв Парлато (Dave Parlato) та Том Фолуер (Tom Folwer) — бас, Джим Гордон (Jim Gordon), Ралф Хамфрі (Ralph Humphrey) та ЧестерТомсон (Chester Thompson) — ударні, Тоні Диранд (Tony Durand) — гітара, Гленн Ферріс (Glenn Ferris) та Брюс Фаулер (Bruce Fowler) — саксофон, Гері Бейрон (Gary Barone) та Малколм Макнеб (Malcolm McNab) — труба, Джордж Дюк (George Duke) — клавішні, Рут Андервуд (Ruth Underwood) — ударні та Наполеон Мерфі Брок (Napoleon Murphy Brock) — вокал.
1974 року Заппа записав звукову доріжку до фільму Брюса Бікфорда та черговий альбом «Apostrophe», який здобув величезний успіх і до сьогодні залишається однією з найпопулярніших платівок музиканта. Представила вона талант Френка як розповідача у найкращому стилі Лорда Баклі і сильне імпровізаторське натхнення Джека Брюса у головному творі. Композиція з цього альбому «Cosmie Debris» на синглі піднялась до другого місця американського чарту. Цього ж року Заппа та The Mothers Of Invention запропонували ще й подвійний концертний альбом «Roxy & Elsewhere», який досконало передав атмосферу концертів гурту. Недооцінений шедевр «One Size Fits All» був заповнений композиціями з незвично складною будовою. Наприклад, твір «Andy» розповідав про «ковбоїв», що знімались у вестернах класу «В», a «Florentine Pogen» та «Inca Roads» відрізнялись з загальної маси заплутаними думками.
1975 року під час турне Заппу супроводжував Кептейн Біфхарт, з яким Френк незважаючи на деякі непорозуміння (Біфхарт привласнював собі авторство альбому «Hot Rats») записав чергову платівку «Bongo Fury». Обидва музиканти також об'єднали свою огидливість до нудно-солодкої підготовки до святкування двохсотріччя Сполучених Штатів. Виданий 1976 року альбом «Zoot Allures» став головною справою співпраці Заппи з ударником Террі Боззіо (Terry Bozzio), де Френк сам зіграв майже на всіх інструментах. Експериментував він також з інструментом, який називав «xenochrocity», а найкращим прикладом цих музичних експериментів став твір «Friendly Little Finger». Якщо зараз «Zoot Allures» здається
безпосередньою реакцією автора на панк-музику, то не слід забувати, що Заппі були не сторонні повні розмаху дії у найкращих традиціях великого шоу-бізнесу.
Серія концертів у Нью-Йорку, які були організовані напередодні свята «Halloween», зібрала великий натовп, який затамувавши подих слухав оповідання, наприклад, про бари для самотніх або зустрічі з дияволом. Всю ці подію відбиває альбом «Live In New York», який пам'ятний ще й тим, що посварив Заппу з фірмою «Warner Brothers» і призвів до зриву контракту між ними. Головним приводом цього конфлікту стало цензурування альбому і вилучення з нього твору «Punky's Whips», а пізніше на додаток «Warner Brother» видала три досконалі альбоми «Studio Tan», «Sleep Dirt» та «Orchestral Favorites» з «неавторизованими обкладинками» і які пізніше Френк використав, видаючи компакт-версії.
Налаштована виключно на панк, музична преса не дуже знала, що з самого початку музика Заппи, яка пародіювала Міклоша Роше, поєднувала джаз із коміксовими партитурами, висміювала рок-н-рольну істерію та впроваджувала все це просто у XXI сторіччя.
Не сприймаючи той факт, що про багато видінь йому розповіли хіппі, яким він ніколи не був, Заппа надалі продовжував багато концертувати. Його гра на гітарі почала набирати зовсім інших вимірів, наприклад, у творі «Yo» Mama" з альбому «Sheik Yerbouti» 1979 року, і смакувала екстравагантні почуття, які мали з часом змінити все на добре. В особі Айка Уїлліса (Ike Willis) Френк знайшов вокаліста, який розумів потребу Заппи поєднати дистанцію з інтимністю. В результаті Уїлліс повністю проявив своє вміння на потрійному альбомі «Joe's Garage».
Після зацікавленості філософськими концепціями та ери жартів, у другій половині сімдесятих років у творчості Заппи почала домінувати політика. Наприклад, альбоми «Tinseltown Rebellion» та «You Are What You Is» коментували ріст популярності правих сил. 1982 року Заппа відзначився хітом «Valley Girl», у якому його дочка Мун Юніт пародіювала «золоту молодь» з Голлівуда. Того ж року артист приготував і відтворив нью-йоркський концерт музики Едгара Вареса. Головний твір альбому «Ship Arriving Toolate To Save A Drowning Witch» вказував на те, що захоплення Заппою довгими творами анітрохи не зменшилось. Це підтвердили й альбоми 1983 року з поважною оркестровою музикою.
1984 рік виявився найплодовитішим у кар'єрі цього незвичайного артиста. Спочатку він відкрив для себе композитора XVIII століття Франциско Заппу, і записав його роботи на синклевірі, потім видав рок-альбом «Them Or Us», на якому можна було почути повну натхнення гру на гітарі і, нарешті, відомий та шанований французький композитор П'єр Булез був диригентом оркестру на альбомі Заппи «The Perfect Stranger». Платівка «Jazz From Hell» пропонувала інструментальні композиції на синклевірі, що були зроблені під впливом творчості Конлона Нанкаррова. Основою чергової роботи «Thing-Fish» був «бродвейський мюзикл», що розповідав про СНІД, гомофобію та расизм.
Наступний великий проект артиста дочекався своєї реалізації 1988 року: гурт з дванадцяти музикантів грала нові версії старих творів Заппи, інструментальні композиції і зовсім нові твори з політичним забарвленням. Цей проект вміщено на трьох альбомах: «The Best Band You Never Heard In Your Life», «Make A Jazz Noise Here» та «Broadway The Hard Way». Музиканти робили пробні записи три місяці, а досягнута ними точність виконання буквально приголомшувала. На жаль, цей склад розпався відразу ж після першого турне.
Разом з ретроспективною серією «You Can't Do That On Stage Anymore» у рамках компанії «Бий пірата!» Заппа офіційно видав п'ятнадцять своїх найпопулярніших бутлегів.

## Останні роки та смерть
1991 року Френк Заппа проголосив, що збирається взяти участь, як незалежний кандидат, у президентських виборах 1992 року, і відразу отримав кілька листів з погрозами на свою адресу. У листопаді 1991 року донька артиста підтвердила чутки про його захворювання на рак простати, від якого він помер 4 грудня 1993 року. Похований на цвинтарі Вествуд в Лос-Анджелесі, могила не позначена табличкою згідно із його заповітом.

## Дискографія
- 1966 — Freak Out!
- 1967 — Absolutely Free
- 1967 — We're Only In It For The Money
- 1967 — Unde Meat
- 1968 — Francis Vincent Zappa Conducts Lumpy Gravy
- 1968 — Cruising With Ruben & The Jets
- 1969 — Mothermania — The Best Of The Mothers
- 1969 — Hot Rats
- 1969 — The Worst Of The Mothers
- 1969 — Burnt Weeny Sandwich
- 1970 — Weasels Ripped My Flesh
- 1970 — Chunga's Revenge
- 1971 — The Mothers, Fillmore East, June 1971
- 1971 — 200 Motels
- 1972 — Just Another Band From L.A.
- 1972 — Grand Wazoo
- 1972 — Waka-Jawaka
- 1973: Over-Nite Sensation
- 1974: Apostrophe (')
- 1974: Roxy & Elsewhere
- 1975: One Size Fits All
- 1975: Bongo Fury
- 1975: Zappa & The Mothers: Rock Flashback
- 1976: Zoot Allures
- 1977: Zappa In New York
- 1978: Studio Tan
- 1979: Sleep Dirt
- 1979: Sheik Yerbouti
- 1979: Orchestral Favorities
- 1979: Joe's Garage Act 1
- 1979: Joe's Garage Acts 2 & 3
- 1981: Tinseltown Rebellion
- 1981: Shut Up 'N Play Yer Guitar
- 1981: Shut Up 'N Play Yer Guitar Some More
- 1981: Return Of The Son Of Shut Up 'N Play Yer Guitar
- 1981: You Are What You Is
- 1982: Ship Arriving Too Late To Save A Drowning Witch
- 1983: The Man From Utopia
- 1983: Baby Snakes
- 1983: Rare Meat
- 1983: Zappa, Vol. 1-The London Symphony Orchestra Conducted By Kent Nagano
- 1984: Them Or Us
- 1984: Boulez Conducts Zappa — The Perfect Stranger & Other Chamber Works Performed By Ensemble Inter Contemporain & The Barking Pumpkin Digital Gratification Consort
- 1984 — Francesco Zappa
- 1985 — Thing-Fish
- 1985 — Fran Zappa Meets The Mothers Of Prevention
- 1985 — The Old Masters — Box 1
- 1986 — Does Humor Belong In Music?
- 1986: The Old Masters — Box 2
- 1987: Jazz From Hell
- 1987: Zappa, Volume 2 — The London Symphony Orchestra Conducted By Kent Nagano
- 1988: Guitar
- 1988: You Can't Do That On Stage Anymore Sampler
- 1988: You Can't Do That On Stage Anymore. Volume 1
- 1988: The Old Masters Box 3
- 1988: You Can't Do That On Stage Anymore. Volume 2 — The Helsinki Concert
- 1988: Broadway The Hard Way
- 1990: You Can't Do That On Stage Anymore. Volume 3
- 1991: The Best Band You Never Heard In Your Life
- 1991: You Can't Do That On Stage Anymore. Volume 4
- 1991: Make A Jazz Noise Here (офіційне перевидання бутлегів)
- 1991: Be at The Boots: As An Am
Zappa
The Ark
Freaks & Motherful *#C%!
Unmitigated Audacity
Anyway The Wind Blows
'Tis The Season To Be Jelly
Saarbrucken
Piquanticque
- 1992 — You Can't Do That On Stage Anymore. Volume 5
- 1992 — You Can't Do That On Stage Anymore. Volume 6
- 1992 — Beat The Boots #2:
Disconnected Synapses
Tengo Na Minchia Tanta
Electric Aunt Jemima
At The Circus
Swiss Cheese/Fire!
Our Man In Nirvana
Conceptual Continuity
- 1992 — Playground Psychotics
- 1993 — Ahead Of Their Time
- 1993 — The Yellow Shak
- 1993 — Zappa's Universe
- 1994 — The Yellow Shark
- 1995 — Civilization Phase
- 1995 — Strictly Commercial: The Best of Frank Zappa
- 1995 — Lather (3CD)
- 1995 — Magazine & CD
- 1995 — Strictly Commercial (The Best Of…)
- 1995 — Civilization Phase III
- 1996 — The Lost Episodes